# Fox News @ Night
O Fox News @ Night é um telejornal estadunidense apresentado por Shannon Bream no Fox News Channel. É o programa de notícias de maior audiência da TV a cabo em seu horário.